# 돌아보면
돌아보면(Looking Back)은 한국에서 제작된 김선민 감독의 2001년 드라마 영화이다. 하아름 등이 주연으로 출연하였다.

## 출연

### 주연
- 하아름
- 김기천

### 조연
- 김옥순
- 김경수

## 제작진
- 조명: 이동희
- 조감독: 김부영
- 조감독: 이영욱
- 녹음: 이영순